# Edward Zwolski
Edward Zwolski (ur. 9 lutego 1932 w Warszewce, zm. 19 września 1997 w Konstancinie) – filolog klasyczny, tłumacz, historyk specjalista historii starożytnej. 

## Życiorys
Absolwent historii i filologii klasycznej na KUL (1955). W latach 1959–1961 studiował za granicą. Doktorat w 1960 na Uniwersytecie Rzymskim i w 1964 na Uniwersytecie Warszawskim na podstawie rozprawy Ustrój państwowy w starożytnym Argos (wyd. Lublin 1967). Promotorem rozprawy doktorskiej była prof. Iza Bieżuńska-Małowist. Od 1955 zatrudniony na KUL. Habilitacja 1976 na UW. Od 1992 profesor nadzwyczajny. Głównym kierunkiem badań była religia grecka. Tłumacz z literatury antycznej i prac historyków zachodnich
Jego uczniem jest Lech Trzcionkowski.
Został pochowany w Lublinie na cmentarzu przy ulicy Lipowej w części prawosławnej (kwatera J-9-7).

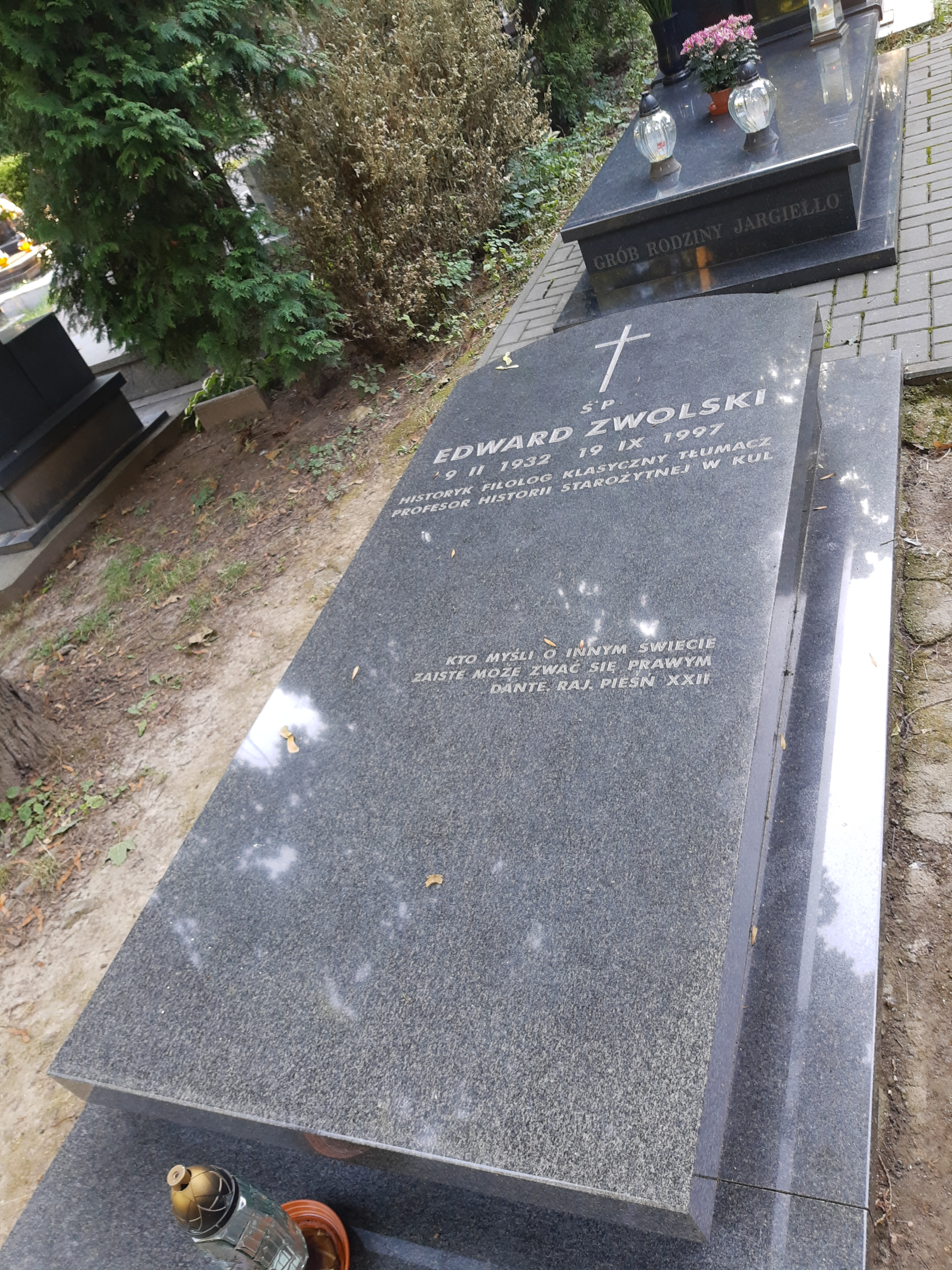
Grób prof. Edwarda Zwolskiego na cmentarzu przy ulicy Lipowej

## Wybrane publikacje

### Książki
- Ustrój państwowy w starożytnym Argos, Lublin: Wydawnictwo Towarzystwa Naukowego Katolickiego Uniwersytetu Lubelskiego 1967.
- Choreia. Muza i bóstwo w religii greckiej, Warszawa: PAX 1978.
- Choreia w starożytnej Sparcie, Lublin 1977.
- Kasjodor i Jordanes, Historia gocka, czyli scytyjska Europa, Lublin: TN KUL 1984.
- Demokracja w starożytności, Lublin: Wszechnica związkowa 1980.

### Artykuły
- Helena matka Konstantyna w świetle historii, "Zeszyty Naukowe KUL. 5 (1962), z.2, s.53-76
- Ruchy wolnościowe na Peloponezie w pierwszej połowie V wieku przed Chr., „Roczniki Humanistyczne” XII (2), 1964, s. 195-214.
- Akcenty programowe w poezji augustowskiej, „Roczniki Humanistyczne” XIV (3), 1966, s. 49-71.
- Doryzm Pindara, „Roczniki Humanistyczne” XV (2), 1967, s. 5-16.
- U progu greckiej myśli eschatologicznej, „Zeszyty Naukowe KUL” XI (1/41), 1968, s. 45-57.
- Kosmogonia Alkmana, „Roczniki Humanistyczne” XVI (3), 1968, s. 31-35.
- Świat egipski u Ajschylosa, „Roczniki Humanistyczne” XVI (3), 1968, s. 37-60.
- Uwagi o Jordanesie, historyku Gotów, „Studia Źródłoznawcze” 13 (1968), s. 137-145.
- W sprawie listy spartańskich Eurypontydów, „Przegląd Historyczny” 59 (1968), z. 3, s. 481-484.
- Tyrteusz jako źródło historyczne, „Roczniki Humanistyczne” XVII (3), 1969, s. 5-19.
- Wielka retra i jej poetycka parafraza, „Roczniki Humanistyczne” XVIII (2), 1970, s. 5-25.
- Klasyfikacja ustrojów u Arystotelesa, płynność czy ścisłość?, „Folia Societatis Scientiarum Lublinensis” s. A, 16, 2, 1974, s. 163-171.
- Obrzędowy aspekt walki orężnej w Grecji, „Roczniki Humanistyczne” XXII (2), 1974, s. 13-31.
- Śp. Prof. dr Jan Stanisław Łoś, „Biuletyn Informacyjny KUL” Lublin 1975, nr 1(7).
- Jan Stanisław Łoś, „Summarium” III (23), 1974, s. 289-291.
- Pierwiastek muzyczny w obrzędach spartańskich, „Roczniki Humanistyczne” XXIII (2), 1975, s. 5-44.
- Klasyfikacja ustrojów u Arystotelesa, płynność czy ścisłość, Warszawa 1975.
- Choreia w starożytnej Sparcie, „Folia Societatis Scientiarum Lublinensis” s. A, 19, 1, 1977, s. 21-27.
- Z historii badań nad religią i mitem. Friedrich Max Müller, czyli dialektyka religii i mitologii. Biogram, „Roczniki Humanistyczne” XXVI (2), 1978, s. 5-33.
- Typologia ustrojów w „Polityce” Arystotelesa. Logika a historia, „Przegląd Historyczny” 70 (1979), z. 2, s. 253-266.
- „Litania” do celtyckiej bogini, „Roczniki Humanistyczne” XXXIV (2), 1986, s. 539-565.
- Sądowładztwo ateńskie: Rządy ¼ nad ¾, „Roczniki Humanistyczne” XXXV (2), 1987, s.145-158.
- Religia i polityka w Grecji. Na marginesie pięciu rozpraw o tyranii greckiej, w: Benedetto Bravo, Jerzy Kolendo, Włodzimierz Lengauer (red. nauk.), Świat antyczny. Stosunki społeczne, ideologia i polityka, religia. Studia ofiarowane Izie Bieżuńskiej-Małowist w 50-lecie pracy naukowej przez Jej uczniów, Warszawa: PWN 1988, s. 233-255.

### Przekłady
- Steven Runciman, Schizma wschodnia, przeł. Jan Gawroński, przekład przejrzał i poprawił Edward Zwolski, Warszawa: „Pax” 1963.
- Normam H. Baynes (red.), H. St. Moss, Bizancjum. Wstęp do cywilizacji wschodniobizantyjskiej, Warszawa: PAX 1964.
- William Foxwell Albright, Od epoki kamiennej do chrześcijaństwa, Warszawa 1967.
- André Parrot, Biblia i starożytny świat, Warszawa: „Pax” 1968.
- Pierre Montet, Egipt i Biblia, Warszawa: PAX 1968.
- Velleius Paterculus Caius, Historia rzymska, przekład, wstęp i komentarz Edward Zwolski, Wrocław 1970 (wyd. 2 Wrocław: Zakład Narodowy im. Ossolińskich - Warszawa: z De Agostini Polska 2006).
- André Parrot, Wśród zabytków Samarii i Jerozolimy, Warszawa: PAX 1971.
- Bernard Basset, Zacznijmy znów modlić się, Paris: Éditions du Dialogue 1979.
- Martin Buber, Opowieści rabina Nachmana, Paris: Éditions du Dialogue 1983.
- Jordanes, O pochodzeniu i czynach Gotów, w: Kasjodor i Jordanes. Historia gocka czyli Scytyjska Europa, Lublin: Wydawnictwo Towarzystwa Naukowego Katolickiego Uniwersytetu Lubelskiego 1984, s. 91-171
- Pieśń nad pieśniami, Jędrzejów - Lublin 1991.
- Platon, Biesiada, Kraków 1993.
- Platon, Phaidros, Kraków 1996.
- Platon, Phileb, Kraków 1999.
- Piotr Skubiszewski, Sztuka Europy łacińskiej od VI do IX wieku, z języka francuskiego przeł. Jadwiga Kuczyńska i Edward Zwolski, Lublin: TN KUL 2001.